# 内萨瓦尔科约特尔城

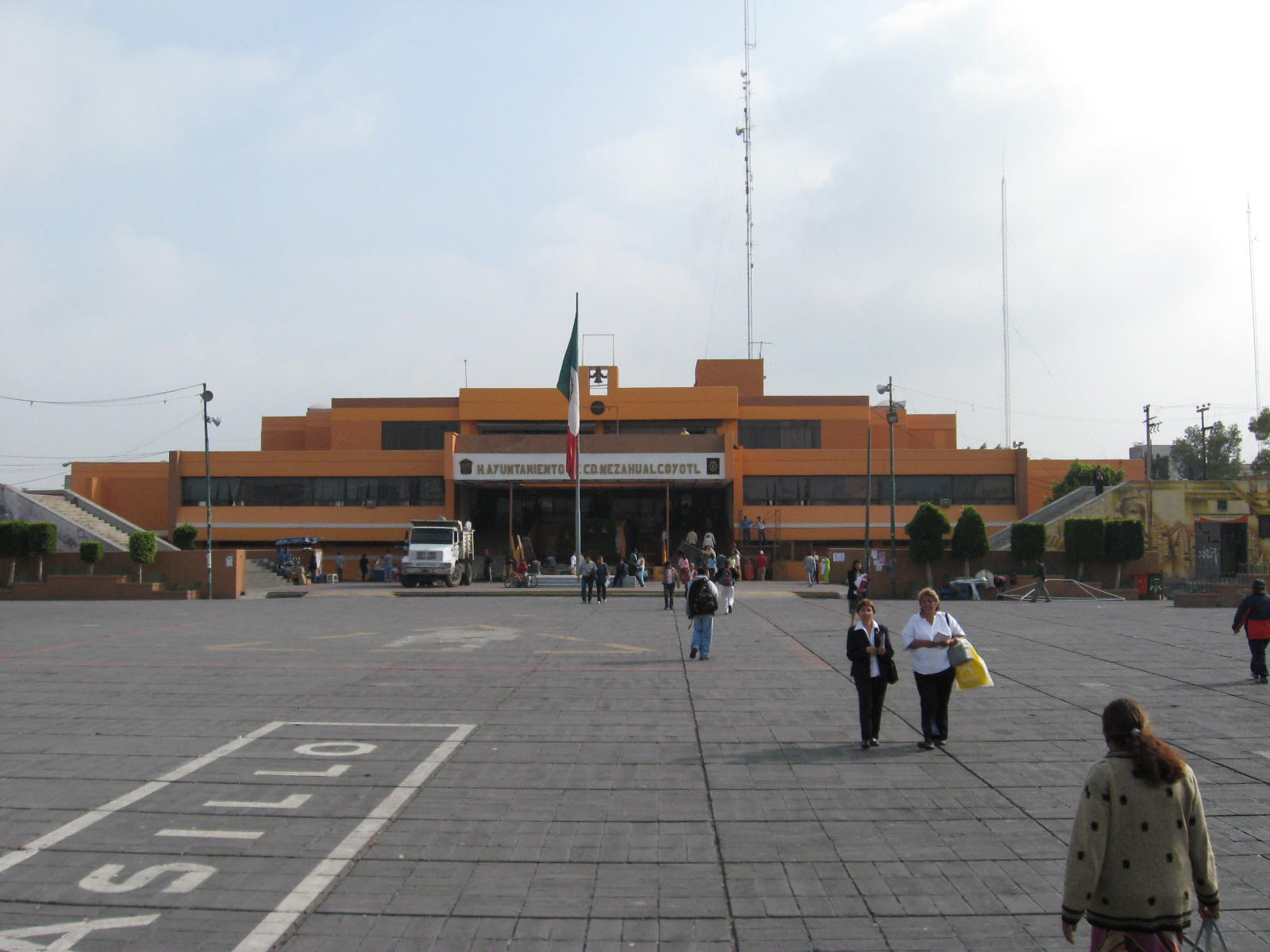
内萨城市政厅

内萨瓦尔科约特尔城（Ciudad Nezahualcóyotl），亦称“内萨城”，墨西哥墨西哥州城市。该城市得名于诗人内萨瓦尔科约特尔。“内萨瓦尔科约特尔”在纳瓦特尔语中意为“禁食的郊狼”。该市总面积63.44 km2 (24.5 sq mi)，总人口1,136,300(2005)。